# Ford (Kansas)
Ford és una població dels Estats Units a l'estat de Kansas. Segons el cens del 2000 tenia 314 habitants.

## Demografia
Segons el cens del 2000, Ford tenia 314 habitants, 111 habitatges, i 87 famílies. La densitat de població era de 288,7 habitants/km².
Dels 111 habitatges en un 36% hi vivien nens de menys de 18 anys, en un 67,6% hi vivien parelles casades, en un 4,5% dones solteres, i en un 21,6% no eren unitats familiars. En el 20,7% dels habitatges hi vivien persones soles el 7,2% de les quals corresponia a persones de 65 anys o més que vivien soles. El nombre mitjà de persones vivint en cada habitatge era de 2,83 i el nombre mitjà de persones que vivien en cada família era de 3,26.
Per edats la població es repartia de la següent manera: un 30,3% tenia menys de 18 anys, un 9,6% entre 18 i 24, un 30,3% entre 25 i 44, un 19,7% de 45 a 60 i un 10,2% 65 anys o més.
L'edat mediana era de 31 anys. Per cada 100 dones de 18 o més anys hi havia 112,6 homes.
La renda mediana per habitatge era de 34.545 $ i la renda mediana per família de 36.346 $. Els homes tenien una renda mediana de 27.917 $ mentre que les dones 11.944 $. La renda per capita de la població era de 15.037 $. Entorn del 8,7% de les famílies i el 9,7% de la població estaven per davall del llindar de pobresa.

## Poblacions més properes
El següent diagrama mostra les poblacions més properes.